# 釜塚古墳
釜塚古墳（かまつかこふん/かまづかこふん）は、福岡県糸島市神在にある古墳。形状は円墳。国の史跡に指定されている。

## 概要

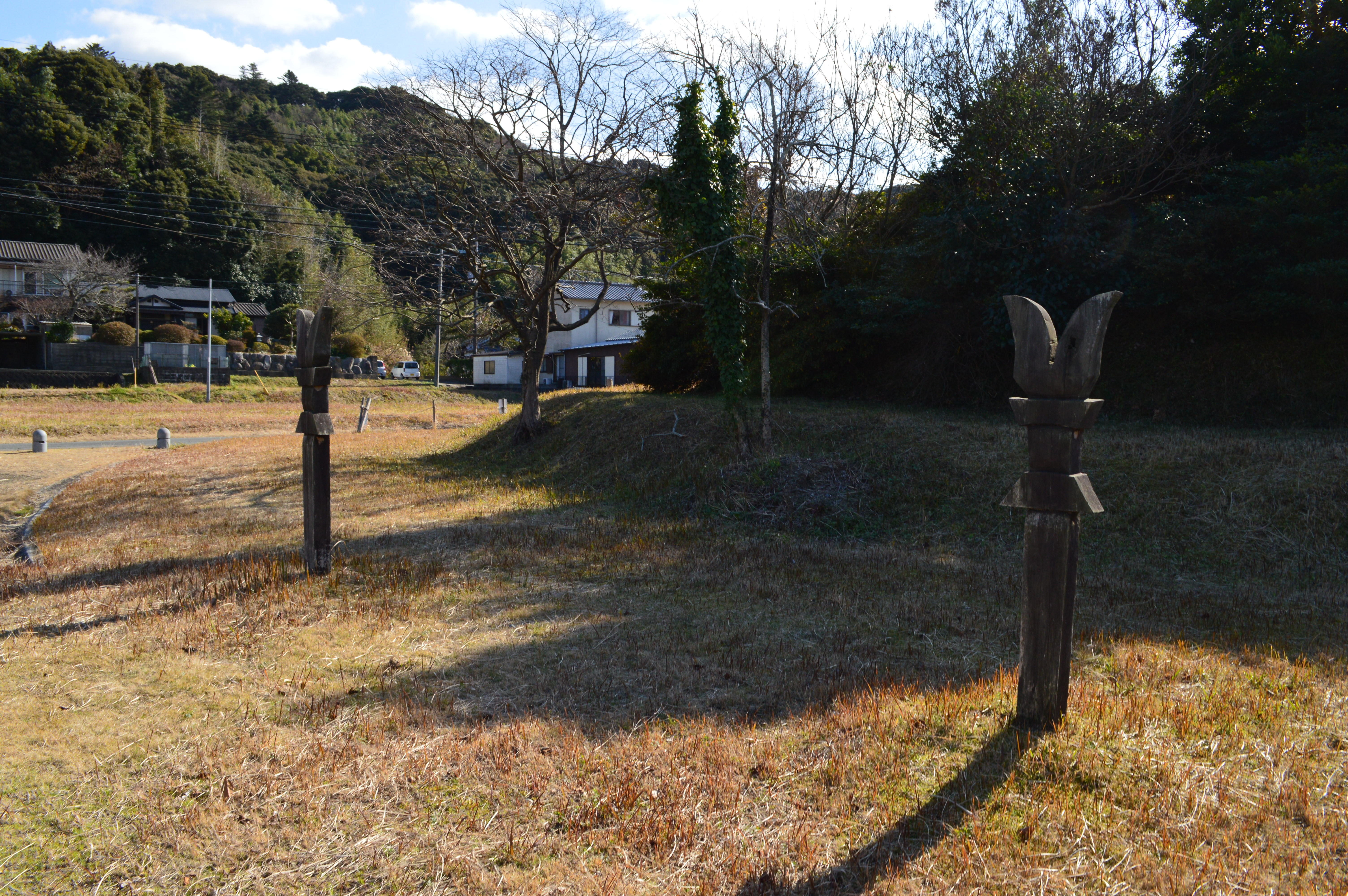
石見型木製品（復元）

福岡県西部、長野川の旧河口部の東岸低湿地に築造された大型円墳である。古くは明治期に石室が発掘されて遺物の出土があったと伝わるほか、これまでに1978年（昭和53年）以降に3次の調査が実施されている。
墳形は円形で、直径56メートル・高さ10メートルを測り、北部九州地方の円墳としては最大級の規模になる。墳丘は3段築成。墳丘外表では円筒埴輪（朝顔形埴輪含む）・形象埴輪（盾形・家形埴輪）のほか、葺石が認められる。また墳丘周囲には周濠（幅5-8メートル）が巡らされ、墳丘北側では周濠内に土橋（渡り土堤）が認められるほか、国内最古級となる石見型木製品が出土している。周濠外側では一部に外堤も認められており、外堤を含めた直径は89メートルにもおよぶ。埋葬施設は古式の竪穴系横穴式石室（竪穴系横口式石室）で、内部には箱式石棺が据えられていたという。現在副葬品は詳らかでない。
築造時期は、古墳時代中期の5世紀前半頃と推定される。近隣では糸島地方で最大規模の一貴山銚子塚古墳（糸島市二丈田中、4世紀後半）の築造も知られ、同古墳とともに糸島地方の大首長墓に位置づけられる。初期の横穴式石室を備える点では朝鮮半島との結びつきを示すとともに、周濠を備える点ではヤマト王権との結びつきを示す古墳であり、加えて大型古墳としては珍しく低湿地に築造される点でも特色を示す古墳になる。
古墳域は1982年（昭和57年）に国の史跡に指定された。現在は史跡整備のうえで保存されている。

## 遺跡歴
- 1885年（明治18年）頃、石室から棺・鏃の出土[5]。
- 1929年（昭和4年）刊行の『糸島郡誌』に「釜塚」として記載（古墳資料の初出）。
- 1973年度（昭和48年度）、第1次調査（前原町教育委員会、1981・2020年に報告書刊行）。
- 1980年度（昭和55年度）、第2次調査（前原町教育委員会、1981・2020年に報告書刊行）。
- 1982年（昭和57年）5月7日、国の史跡に指定[1]。
- 2001年度（平成13年度）、第3次調査（前原市教育委員会、2003年に概要報告・2020年に報告書刊行）。
- 2002年度（平成14年度）、第4次調査（前原市教育委員会、2020年に報告書刊行）。
- 2003年度（平成15年度）、第5次調査（前原市教育委員会、2020年に報告書刊行）。
- 2020年（令和2年）3月10日、史跡範囲の追加指定[7]。

## 埋葬施設
埋葬施設は竪穴系横穴式石室（竪穴系横口式石室）で、墳丘中央部の墳頂下に構築され、南東方向に開口する。玄室は割石の小口積みで、長さ3.8メートル・幅2.7-2.9メートルを測る。入り口部の壁は大きな板石とし、奥壁中央には突起を有する。玄室前面には、ハ字形に外開き気味の短い羨道が付され、羨道床面は玄室床面よりも1段高く築かれる。この羨道に竪穴状の墓道が接続する。
一般に横穴式石室は4世紀後半頃に朝鮮半島から導入された技術といわれるが、本石室は竪穴系の点および玄室・羨道の段差の点で初期の様相を示し、横穴式石室の変遷を考察するうえで重要視される遺構になる。この石室は現在では埋め戻された状態で保存されている。

## 文化財

### 国の史跡
- 釜塚古墳 - 1982年（昭和57年）5月7日指定[1]、2020年（令和2年）3月10日に史跡範囲の追加指定[7]。

### 糸島市指定文化財
- 有形文化財
  - 石見型木製品（考古資料） - 周濠内から出土[6]。長さ204.8センチメートルで、国内の出土例では最古級の資料とされる[6]。2009年（平成21年）12月28日指定[8]。

## 現地情報
所在地
- 福岡県糸島市神在405番地[5]（字釜塚[6]）

交通アクセス
- 九州旅客鉄道（JR九州）筑肥線 加布里駅（徒歩約5分）[9]

関連施設
- 伊都国歴史博物館（糸島市井原） - 釜塚古墳の出土品等を保管・展示[9]。

周辺
- 一貴山銚子塚古墳 - 国の史跡。糸島地方で最大規模の古墳。

## 関連文献
（記事執筆に使用していない関連文献）
- 『釜塚 -福岡県糸島郡前原町大字神在所在古墳の調査-（前原町文化財調査報告書 第4集）』前原町教育委員会、1981年。
- 『史跡 釜塚古墳（糸島市文化財調査報告書 第24集）』糸島市教育委員会、2020年。 - リンクは奈良文化財研究所「全国遺跡報告総覧」。